# Pazza idea (album)
Pazza idea è l'8º album di Patty Pravo, pubblicato dalla casa discografica RCA Italiana, il 30 aprile 1973.

## Descrizione
Alla fine del 1972, Patty Pravo ritorna alla RCA Italiana dopo l'esperienza Philips con tre album.
I suoi più stretti collaboratori dell'epoca, Maurizio Monti e Giovanni Ullu, sulle corde e sulla personalità di Nicoletta compongono la hit Pazza idea, uno dei maggiori successi della cantante, in vetta alle classifiche, come anche l'album, per quasi tutto il 1973, diventando il successo dell'estate.
Prodotto da Paolo Dossena ed eseguito, come in album precedenti della Pravo, dal gruppo dei Cyan, ex Cyan Three (o Cyan 3), comprende brani quali Poesia di Marco Luberti, Amerigo Paolo Casella e Riccardo Cocciante, Limpidi pensieri di Mario Lusini e I giardini di Kensington, versione italiana di Walk on the Wild Side di Lou Reed, ma con testo italiano completamente diverso.

## Tracce

### Lato A
1. Pazza idea - 4:47 (Giovanni Ullu - Maurizio Monti - Paolo Dossena - Cesare Gigli)
2. Morire tra le viole - 3:45 (Maurizio Monti)
3. Poesia - 3:16 (Marco Luberti - Amerigo Paolo Cassella - Riccardo Cocciante)
4. Per gioco per amore - 2:43 (Marco Luberti - Colombier - Amerigo Paolo Cassella)

### Lato B
1. Sono cosa tua - 4:11 (Maurizio Monti)
2. Per simpatia - 3:17 (Maurizio Monti - Olimpio Petrossi - Paolo Dossena - Tony Ranno)
3. I giardini di Kensington - 3:45 (Lou Reed - Maurizio Monti - Paolo Dossena)
4. Limpidi pensieri - 3:29 (Adriano Monteduro - Dario Farina - Maurizio Monti - Mauro Lusini - Paolo Dossena)

## Formazione
- Le registrazioni del brano " Pazza Idea", iniziarono presso lo studio Sonic di Roma.

- I Musicisti

- T. Torquati - Tastiere
- L. Ciccaglioni - Chitarra
- P. Rizzi - Basso
- M. Buzzi - Batteria

- Arrangiamento - Toto Torquati (e Gepy&Gepy)

Il resto dell'album è stato registrato e completato presso gli studi della RCA italiana.
( Maggiormente allo studio C)
- I Musicisti

- Italo "Lilli" Greco - Pianoforte
- Alberto Visentin - Tastiere
- Olimpio Petrossi - Chitarra classica , Chitarra 12 corde
- George Sims – chitarra elettrica
- Roger Smith - Basso
- Gordon Fagheter - Batteria

- I cori sono:

R. Cocciante, M. Monti, P. Cassella, M. Luberti, O. Petrossi, T. Ranno, M.G. de Franco, A. Roberts.
- Per il brano "Poesia" - Chitarra solista Olimpio Petrossi.

- Per il brano "Per Gioco Per Amore", Orchestra scritta e diretta da Italo "Lilli" Greco.

- Produzione: Italo "Lilli" Greco e Paolo Dossena.

## L'album in classifica
Dopo un solo mese dalla pubblicazione, sia l'album che il singolo Pazza idea balzarono al primo posto nella classifica dei dischi più venduti, dominando per l'intera estate 1973.
L'album rimarrà al vertice della classifica per otto settimane, con sei mesi di presenza entro le prime dieci posizioni, ovvero da giugno a settembre 1973. Risulterà il 6º più venduto dell'anno.